# Idea (azienda)
Idea, a volte riportata come Idea Software, è stata una casa produttrice di videogiochi italiana, marchio della società a responsabilità limitata S.C. (sigla di Software Copyright) di Casciago. Idea è stata editrice di titoli per computer, principalmente Amiga e in misura minore Commodore 64, tra il 1990 e il 1992. Dopo Simulmondo e Genias fu una delle prime software house italiane dedicate ai videogiochi.

## Storia
La S.C. s.r.l. apparteneva al gruppo della Leader Distribuzione (ex Mastertronic Italia), all'epoca un noto importatore di videogiochi in Italia. S.C. era stata istituita dalla Leader con il compito di acquisire regolari licenze su prodotti esteri da rivendere alle riviste italiane, da cui il nome Software Copyright. Nel 1989 nacque il progetto di rendere la S.C. un editore di giochi originali sviluppati in Italia ed esportabili (l'opposto di ciò che faceva la Leader), e il marchio Idea venne adottato nel 1990 e utilizzato fin dai primi titoli.
I primi due prodotti furono Bomber Bob per Amiga e Moonshadow per Commodore 64. Vennero pubblicati titoli apprezzati anche sul mercato estero, e in seguito alcuni tie-in tratti dai fumetti italiani Cattivik, Lupo Alberto e Sturmtruppen.
Nel 1991 l'organico dell'azienda era costituito soltanto dal software manager Antonio Farina e da altre due persone fisse, mentre gli sviluppatori dei giochi erano tutti collaboratori esterni freelance. Il software manager coordinava i gruppi di sviluppo che lavoravano da casa e, a seconda dei casi, curava il design del gioco o si limitava a valutare prototipi già quasi completi. Secondo quanto dichiarava Farina, l'azienda otteneva i maggiori successi dalle esportazioni all'estero, a causa della pirateria molto diffusa in Italia.
Idea pubblicò in tutto una quindicina di titoli, gli ultimi dei quali nel 1992, dopodiché non si hanno informazioni sul suo destino finale. Antonio Farina lasciò l'azienda per fondare la Graffiti, poi divenuta Milestone, società che a differenza di Idea era orientata ad avere un vero studio di sviluppo interno.

## Videogiochi
- Bomber Bob (1990), sparatutto per Amiga
- Cattivik: The Videogame (1992), platform per Amiga
- Champion Driver (1991), automobilismo per Amiga
- Championship of Europe o European Champions (1992), calcio per Amiga e Commodore 64
- Clik Clak o Gear Works (1992), rompicapo per Amiga, Commodore 64 e DOS, convertito da altre aziende anche per Game Boy e Game Gear
- Crazy Seasons (1992), platform per Amiga
- Dragon Fighter (1991), sparatutto per Amiga
- Dribbling (1992), calcio per Amiga e Commodore 64
- F1 GP Circuits (1991), automobilismo per Amiga e Commodore 64
- Lupo Alberto: The Videogame (1990), platform per Amiga e Commodore 64
- Moonshadow (1990), platform per Commodore 64
- Retee! (1990), calcio per Amiga e Commodore 64
- Smash (1992), tennis per Amiga e Commodore 64
- Sturmtruppen: The Videogame (1992), sparatutto per Amiga
- Swords & Galleons (1991), avventura dinamica per Amiga

## Altro software
- Saracen Paint (1991), programma di disegno per Commodore 64
- Totomania (1991), programma di Totocalcio per Amiga[6]